# Praia da Codicheira
A Praia da Codicheira é uma praia marítima da Póvoa de Varzim.
A Praia da Codicheira localiza-se pela Marginal da Codicheira, entre a Praia da Aguçadoura e a Praia da Barranha, na freguesia da Aguçadoura.